# ميثوكسي إيثانول-2
2-ميثوكسي إيثانول، أو ميثيل سيلوسولف، هو مركب عضوي صيغته الجزيئية هي C3H8O2.

## الخواص الكيميائية والفيزيائية
ينتمي مُركّب 2-ميثوكسي الإيثانول إلى فئة من المذيبات المعروفة باسم إيثرات الغليكول والتي تتميز بقدرتها على إذابة مجموعة متنوعة من المركبات الكيميائية المختلفة، وبقابليتها للامتزاج مع الماء والمذيبات الأخرى.

## التحضير
يمكن أن يتشكّل مُركّب 2-ميثوكسي الإيثانول عن طريق هجوم الميثانول المحب للنواة على أكسيد الإيثيلين المُبرتن متبوعًا بنقل البروتون.

## الاستخدامات
يستخدم مُركّب 2-ميثوكسي الإيثانول كمذيب في العديد من الصناعات المختلفة، مثل الورنيش والأصباغ والراتنجات، كما يستخدم كمادة مضافة في محاليل إزالة الجليد بالطائرة.
يستخدم مُركّب 2-ميثوكسي الإيثانول في الكيمياء العضوية الفلزيّة بشكل شائع لتخليق مُركّب فاسكا، وبعض المركبات الأخرى مثل الكربونيل كلوروهيدريدوتريس (ثلاثي فينيل فوسفين) الروثينيوم الثنائي. يعمل الكحول خلال هذه التفاعلات كمصدر للهيدريد وأول أكسيد الكربون.

## السمّية وعوامل الخطورة
مُركّب 2-ميثوكسي الإيثانول هو مُركّب سام لنخاع العظام والخصيتين. يكون العمال الذين يتعرضون لمستويات عالية من مُركّب 2-ميثوكسي الإيثانول في بيئة العمل عُرضة لخطر الإصابة بنقص المحببات، وفقر الدم كبير الكريات، وقلة النطاف، وفقد النطاف.
يتحوّل مُركّب 2-ميثوكسي الإيثانولعن طريق نازعة هيدروجين الكحول إلى حمض ميثوكسي أسيتيك وهو المادة التي تسبّب التأثيرات الضارة، على الرغم من أن كل من الإيثانول والأسيتات لهما تأثير وقائي. يمكن أن تدخل أسيتات الميثوكسي دورة كريبس حيث تتحوّل إلى ميثوكسيترات.